# Світ подружньої пари
Світ подружньої пари (кор. 부부의 세계) — південнокорейський телесеріал 2020 року, показувався на телеканалі «JTBC» що п'ятниці та суботи о 22:50 з 27 березня по 16 травня 2020 року. У головних ролях Кім Хий Е, Пак Хе Чжун і Хан Со Хі.

## Сюжет
Чі Сон У — шановний лікар сімейної медицини та асоційований директор лікарні «Сімейне кохання». Вона одружена з Лі Те О, з яким має сина-підлітка Лі Чжун Йона. У Сон У, здається, є все — від успішної кар'єри до щасливої родини, але їй невідомо що її зраджують як чоловік так і друзі.
Тим часом Те О мріє стати відомим кінорежисером. Він керує невеликою розважальною та кінокомпанією за підтримки дружини. Незважаючи на те, що він любить і піклується про свою дружину, Те О ставить себе в небезпечне становище позашлюбною справою.

## У ролях
- Кім Хий Е[en] — Чі Сон У
- Пак Хе Чжун[en] — Лі Те О
- Хан Со Хі — Йо Да Кьон
- Пак Сон Йон[en] — Го Йо Рім
- Кім Йон Мін — Сон Че Хьок
- Че Гук Хий — Соль Мьон Сук
- Лі Кьон Йон[en] — Йо Бьон Гю
- Кім Сон Кьон — Ом Хьо Чон
- Чон Чін Со — Лі Чжун Йон
- Сім Ин У[en] — Мін Хьон Со